# Gian Piero Gasperini
Gian Piero Gasperini (Grugliasco, 26 de janeiro de 1958) é um treinador e ex-futebolista italiano que atuava como meio-campista. Atualmente é treinador da Roma. 

## Carreira como jogador
Gasperini ingressou nas categorias de base da Juventus com apenas 9 anos de idade; durante a permanência na base, o jogador integrou o elenco da Primavera que contava com nomes como Paolo Rossi e Sergio Brio, vice-campeões italianos em 1976. Depois de ter disputado algumas partidas da Copa da Itália com a equipe principal, foi emprestado ao Reggiana e depois vendido ao Palermo, clube da Serie B, em 1978. Gasperini permaneceu cinco temporadas no Palermo, todas na Serie B, mas chegou à final da Copa da Itália em 1979, perdida para a Juventus.
Depois de duas temporadas no Cavese (Serie B) e no Pistoiese (Serie C1), Gasperini mudou-se para o Pescara, onde finalmente teve sua primeira oportunidade de jogar na Serie A após a promoção em 1987. Ele fez sua estreia na Serie A em uma vitória por 2 a 1 contra o Pisa. Em 1990, deixou o Pescara para ingressar no Salernitana. Após duas temporadas no Vis Pesaro, o jogador se aposentou em 1993, aos 35 anos.

## Carreira como treinador

### Juventus
Em 1994, Gasperini voltou às divisões de base da Juventus, mas desta vez como treinador. Ele foi inicialmente técnico do Giovanissimi (Sub-14) por dois anos, seguido por outros dois anos com o Allievi (Sub-17).
Em 1998, ele se tornou treinador da Primavera (Sub-20).

### Crotone
Em 2003, ele deixou a Juventus para se tornar o técnico do Crotone, da Serie C, onde prontamente guiou sua equipe para a promoção à Série B através dos play-offs. Ele permaneceu no Crotone por mais duas temporadas na Serie B e foi demitido durante a temporada de 2004–05.

### Genoa
Em 2006, ele foi o treinador do ambicioso Genoa e levou sua equipe à promoção à Serie A em sua primeira temporada. 
Na temporada de 2008–09, Gasperini levou o Genoa ao quinto lugar da Serie A, a melhor colocação da equipe em 19 anos, garantindo assim uma vaga na Liga Europa da UEFA. Com um estilo de futebol que foi elogiado em toda a Itália, o técnico trouxe de volta ao radar jogadores como Diego Milito e Thiago Motta, tanto que José Mourinho, então treinador da Internazionale que foi campeã da Serie A, afirmou que Gasperini foi o técnico que o colocou em maior dificuldade.
Um início ruim na temporada de 2010–11, com 11 pontos em 10 jogos, apesar de contratações como Luca Toni, Rafinha, Miguel Veloso e Kakha Kaladze, causou a demissão de Gasperini em 8 de novembro.

### Internazionale
Em 24 de junho de 2011, Massimo Moratti confirmou que Gasperini iria substituir Leonardo como treinador da Internazionale. No entanto, em 21 de setembro de 2011, Gasperini foi demitido após uma série de cinco jogos sem vitórias, incluindo quatro derrotas.
Gasperini começou sua passagem pela Inter com uma derrota por 2 a 1 contra o Milan na Supercoppa Italiana de 2011. No primeiro jogo da Serie A, a Inter foi surpreendido pelo Palermo e perdeu por 4 a 3 na Sicília.
Uma derrota por 1–0 para o Trabzonspor na Liga dos Campeões piorou as coisas e Moratti demitiu Gasperini após uma derrota por 3 a 1 para o Novara.

### Palermo
Em 16 de setembro de 2012, Gasperini foi anunciado como o novo treinador do Palermo, sua ex-equipe como jogador, substituindo Giuseppe Sannino.
O técnico foi demitido do cargo no dia 4 de fevereiro de 2013, após uma derrota por 2 a 1 em casa para a Atalanta. No entanto, Gasperini foi recontratado no dia 24 de fevereiro, substituindo Alberto Malesani após três jogos no comando. Pouco menos de um mês depois, em 11 de março, Gasperini foi novamente destituído do cargo.

### Retorno ao Genoa
No dia 29 de setembro de 2013, o Genoa anunciou que recontratou Gasperini depois de quase três anos desde o fim de seu mandato anterior.

### Atalanta
Em 14 de junho de 2016, Gasperini foi nomeado treinador da Atalanta. Durante sua gestão na equipe, Gasperini levou o clube que buscava não ser rebaixado a Serie B as primeira posições da Serie A e a participação constante nas competições europeias. Sua primeira temporada no comando teve um começo difícil, com Gasperini prestes a ser despedido após cinco rodadas que viram a Atalanta na penúltima colocação após uma derrota por 1 a 0 para o Palermo. Porém, a partir daí, os resultados da equipe melhoraram continuamente, levando-os a vencer Inter, Roma e Napoli, com uma sequência de seis vitórias consecutivas na Serie A, deixando-os na 6ª colocação durante a pausa de inverno. A Atalanta continuou a ser a surpresa da temporada e terminou em quarto na Serie A, qualificando-se assim para a Liga Europa.
Na temporada seguinte, retornando à Europa após 26 anos de ausência, a Atalanta conseguiu liderar o grupo da Liga Europa com Lyon, Everton e Apollon Limassol e avançaram para as oitavas de final, onde foram eliminados pelo Borussia Dortmund. Na Serie A, a equipe conseguiu um sétimo lugar, conquistando assim mais uma qualificação para a Liga Europa, desta vez na segunda pré-eliminatória, enquanto na Copa da Itália avançou para as semifinais, onde foram eliminado pela Juventus.
Na temporada 2018–19, a Atalanta terminou em terceiro na Serie A e se classificou para a Liga dos Campeões pela primeira vez em sua história. A equipe também chegou à final da Copa da Itália, mas perdeu por 2 a 0 para a Lazio.
Em 9 de setembro de 2019, Gasperini foi eleito cidadão honorário de Bérgamo.
Disputando a Champions na temporada 2019–20, a Atalanta se classificou pela primeira vez para as oitavas de final depois de terminar na segunda colocação do grupo com Manchester City, Shakhtar Donetsk e Dínamo de Zagreb. A primeira partida de Gasperini nas rodadas eliminatórias da Liga dos Campeões terminou com uma vitória em casa por 4 a 1 contra o Valencia. A equipe avançou para as quartas-de-final após uma vitória por 4 a 3 sobre o Valencia no jogo de volta, realizado em 10 de março de 2020. No entanto, perderam por 2 a 1 e foram eliminados pelo Paris Saint-Germain nas quartas.
Na tempora 2023/2024 a Atalanta de Gasperini disputou a Liga da Europa (Europa League). a Atalanta  se classificou para as oitavas de final com 14 pontos na fase de grupos (4 Vitória e 2 empates). a Atalanta estava no grupo D juntamente com Sporting, Sturm e Raków Częstochowa. Nas oitavas de Final enfrentaram o Sporting empatando o primeiro jogo por 1X1 e vencendo o segundo por 2X1 assim se classificando para as quartas de final. Nas quartas de final enfrentaram o Inglês Liverpool, no primeiro jogo a Atalanta goleou o Liverpool por 3X0 já no segundo jogo a Atalanta sofreu a derrota por 1X0, mas mesmo assim se classificaram para a Semi-Final e enfrentaram o Olympique de Marseille. na primeira partida o placar final foi de um empate por 1X1 e no segundo jogo a Atalanta jogou em casa e venceu por 3X0, dessa forma se classificaram para a final. Na final enfrentaram o poderoso Bayer Leverkusen de Xabi Alonso com uma invencibilidade de 360 dias (53 jogos) e a grande final foi decidida na Irlanda no estádio Aviva Stadium e a Atalanta de Gasperini acabou com a invencibilidade do Bayer Leverkusen vencendo-os por 3X0 sagrando-se campeões da Liga Europa (Europa League). Sendo esse título o primeiro título continental da Atalanta e do Gasperini e o primeiro título do Gasperini pela Atalanta.
No dia 1 de Junho de 2025 foi anunciado a saída da Atalanta após 9 anos no comando. 
Roma
No dia 6 de Junho de 2025 Gian Piero Gasperini foi anunciado oficialmente novo treinador da equipe da Roma.

## Estilo de jogo
Taticamente, Gasperini é conhecido por usar o 3-4-3 e um sistema baseado na posse de bola hiper ofensiva, que depende da versatilidade de seus meio-campistas e da linha de frente. O estilo de jogo de sua equipe coloca mais foco em fazer gols com passes rápidos e curtos. As suas equipas são conhecidas por jogarem numa linha defensiva alta e por serem muito compactas defensivamente, com pouca distância entre o ataque e a defesa. Ao defender, suas equipes são conhecidas pelo uso de pressão forte, mas também aplicam elementos de marcação fluida em todo o campo e frequentemente mudam para uma formação 5-4-1 defensivamente.
Durante a década de 1990, a filosofia tática de Gasperini e os estilos de jogo das suas equipes foram inspirados no Ajax de Louis van Gaal.
Apesar da sua fama pelo seu estilo de jogo ofensivo, o que o leva a obter resultados exitosos em times menores, ele também tem recebido críticas pelo seu jeito desequilibrado e pela tendência do seu time em sofrer gols. Como tal, certos especialistas questionaram se seu sistema seria igualmente eficaz com equipes maiores.

## Estatísticas
Atualizadas até 21 de maio de 2024
| Time           | Entrada                 | Saida                   | Recorde | Recorde | Recorde | Recorde | Recorde | Recorde | Recorde | Recorde |
| Time           | Entrada                 | Saida                   | J       | V       | E       | D       | GF      | GS      | SG      | %       |
| -------------- | ----------------------- | ----------------------- | ------- | ------- | ------- | ------- | ------- | ------- | ------- | ------- |
| Crotone        | 1 de julho de 2003      | 8 de dezembro de 2004   | 69      | 32      | 17      | 20      | 112     | 76      | +36     | 46.38   |
| Crotone        | 17 de abril de 2005     | 10 de julho de 2006     | 53      | 24      | 13      | 16      | 73      | 55      | +18     | 45.28   |
| Genoa          | 10 de julho de 2006     | 8 de novembro de 2010   | 186     | 82      | 42      | 62      | 265     | 236     | +29     | 44.09   |
| Internazionale | 24 de junho de 2011     | 21 de setembro de 2011  | 5       | 0       | 1       | 4       | 5       | 10      | −5      | 6.66    |
| Palermo        | 16 de setembro de 2012  | 4 de feveireiro de 2013 | 21      | 3       | 7       | 11      | 20      | 32      | −12     | 14.29   |
| Palermo        | 24 de fevereiro de 2013 | 11 março de 2013        | 2       | 0       | 1       | 1       | 1       | 2       | −1      | 0.00    |
| Genoa          | 29 de setembro de 2013  | 14 de junho de 2016     | 111     | 40      | 28      | 43      | 145     | 139     | +6      | 36.04   |
| Atalanta       | 14 de junho de 2016     | presente                | 383     | 199     | 90      | 94      | 738     | 455     | +283    | 51.96   |
| Total          | Total                   | Total                   | 831     | 380     | 200     | 251     | 1,359   | 1,005   | +354    | 45.73   |

## Títulos

### Como jogador
Pescara
- Campeonato Italiano - Série B: 1986–87

### Como treinador
Atalanta
- Liga Europa da UEFA: 2023–24